# منتخب جزر البهاما للكريكت
منتخب جزر البهاما للكريكت هو ممثل باهاماس الرسمي في المنافسات الدولية في الكريكت.